# Electrobates
Electrobates is een geslacht van wantsen uit de familie van de Gerridae (schaatsenrijders). Het geslacht werd voor het eerst wetenschappelijk beschreven door Nils Møller Andersen en Poinar in 1992.

## Soorten
Het genus bevat de volgende soorten:

- Electrobates spinipes Andersen & Poinar, 1992